# Caraísmo

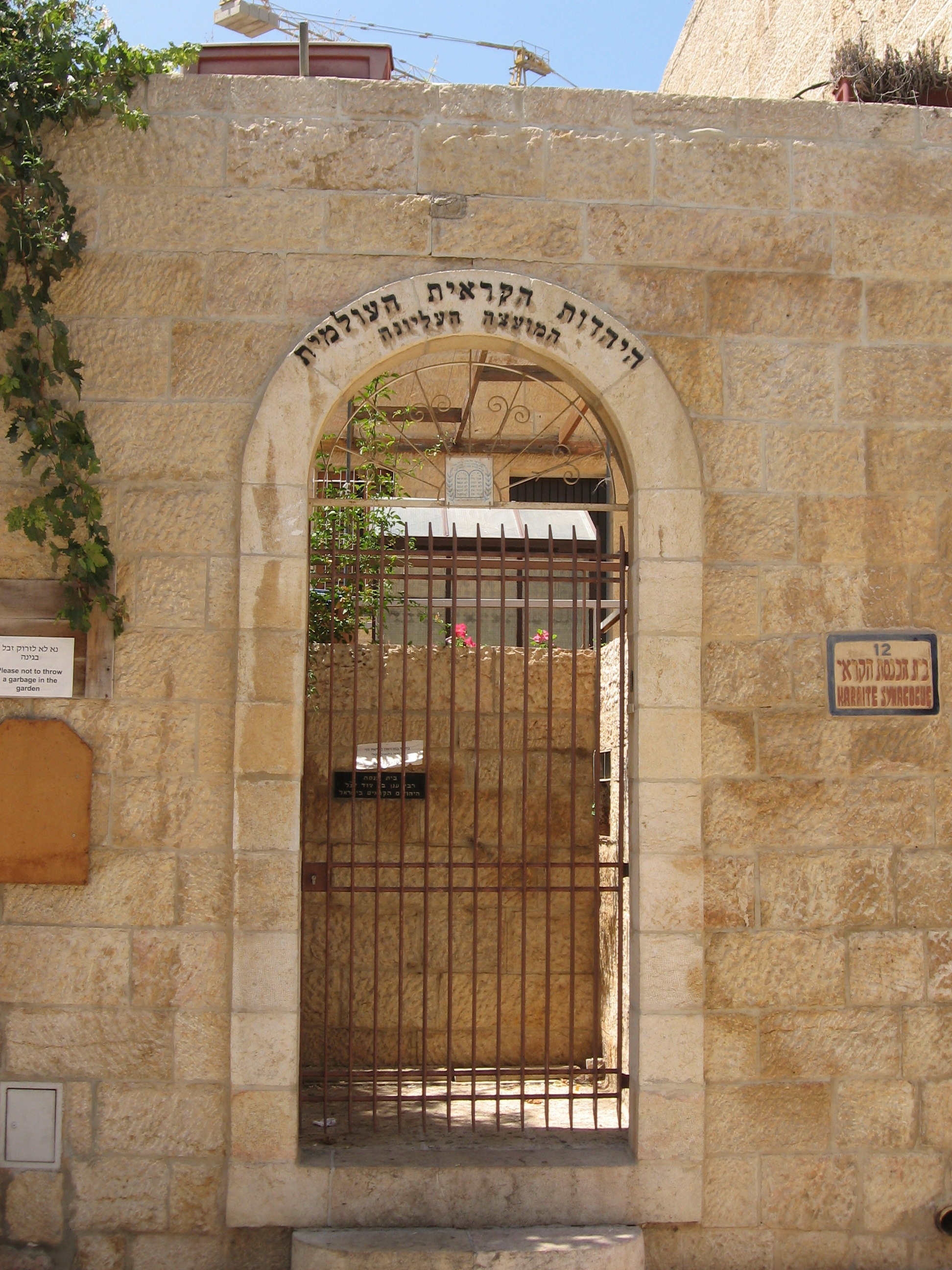
Sinagoga caraíta en la ciudad antigua de Jerusalén.

El judaísmo caraíta o caraísmo (en hebreo: יהדות קראית, Yahadut Qara'it; significando «basado en la lectura») es un grupo religioso judío, caracterizado por reconocer al Tanaj como única autoridad religiosa para fines de la Halajá y su teología. Se diferencia del judaísmo rabínico, la principal forma de judaísmo en el mundo, en que considera la Torá Oral, codificada en el Talmud y otros trabajos subsecuentes, como interpretaciones autoritarias sobre la Torá. Los caraítas sostienen que todos los mandamientos, o mitzvot, que fueron transmitidos a Moisés por Dios, están descritos en la Torá, sin ninguna explicación o detalles adicionales, a diferencia de las tradiciones orales. Como resultado, los judíos caraítas no aceptan como obligatorias las tradiciones descritas en el Midrash o Talmud. 
Al interpretar el Tanaj, los caraítas se esmeran en adherirse al más simple significado (peshat) de las escrituras; no necesariamente el significado literal, sino un significado que habría sido naturalmente entendido por los antiguos Israelitas, cuando los libros del Tanaj fueron escritos por primera vez. En contraste, el judaísmo rabínico se basa en las conclusiones legales del Sanhedrin, como fueron codificados en el Midrash, Talmud y otras fuentes, para indicar el auténtico significado de la Torá. Los caraítas sostienen, también, cada interpretación del Tanaj con el mismo escrutinio sin importar su fuente, y enseña que la responsabilidad personal de cada judío es estudiar la Torá y decidir personalmente el significado correcto. Los caraítas pueden discutir argumentos del Talmud u otros trabajos sin exaltarlos sobre otros puntos de vista. 
De acuerdo con el rabino Abraham ibn Daud y su obra Séfer haKabalá el movimiento caraíta se originó en el período de los Gueonim, en Bagdad (alrededor de los siglos VII-IX), bajo el Califato abasí, en lo que actualmente es Irak. Esta es la opinión universalmente aceptada por los judíos rabínicos. Sin embargo, algunos estudiosos árabes afirman que los caraítas ya estaban viviendo en Egipto durante la primera mitad del siglo VII, basándose en documentos legales que la comunidad caraíta poseía hacia finales del siglo XIX, en el que el primer gobernador musulmán prohibió a los líderes de la comunidad rabínica interferir con prácticas caraítas o sus tradiciones y fiestas.
Los historiadores han discutido sobre si el judaísmo caraíta tiene una conexión directa con sectas y opiniones antirrabínicas, como las de los saduceos de finales del Segundo Templo (70 d. C.), o no; o si el caraísmo representa una aparición novedosa de opiniones similares. Los caraítas siempre han mantenido que, a pesar de existir ciertas similitudes con los saduceos, el rechazo a la autoridad rabínica y la tradición oral, existen diferencias considerables. Los ancestros de los caraítas eran un grupo llamado Benei Ṣedeq, en tiempos del Segundo Templo.
En cierto punto, los caraítas representaban una proporción significativa de la población judía. Estimaciones de la población caraíta son difíciles de realizar porque ellos sostienen la creencia de que contar o censar judíos está prohibido. En el siglo XXI, se cree que entre 30-50,000 residen en Israel, con comunidades pequeñas en Turquía, Europa y los Estados Unidos. Otras estimaciones sostienen que, de los 50,000 caraítas en el mundo, unos 40,000 descienden de aquellos que realizaron Aliyá desde Egipto e Irak a Israel.

Porque cualquiera que se apoye ciegamente en alguno de los maestros del exilio, sin investigar bien conforme a su propia sabiduría, es como el que practica la idolatría.
Daniel al-Kumisi, Epístola a la dispersión, p. 92

## Historia
Dentro del judaísmo de la Diáspora babilónica surgió una nueva filosofía. La idea original era que Dios había dado toda la ley (la Torá) escrita a Moisés. Pero poco después nació la idea de que Dios había dado dos Leyes en el Sinaí: una oral (el Talmud) y otra escrita (la Torá). Ya durante la época del Segundo Templo de Jerusalén aparecieron sectas (los Saduceos y los Esenios), que iban en contra de las enseñanzas de los Prushim (Fariseos), los cuales fueron los antepasados del movimiento rabínico de hoy, en la cuestión del valor divino de la Ley Oral, pero con la destrucción del Templo, la secta ortodoxa se fortaleció tanto que las demás corrientes quedaron marginadas.
El caraísmo surge con la unión de varios movimientos antitalmúdicos, pero su origen exacto se desconoce.
Las primeras evidencias del surgimiento del caraísmo son obras litúrgicas y cancioneros que datan de los años 348, 359 y 437, los cuales se encuentran en el Museo Británico. Una carta del primer gobernador islámico de Egipto Amr ibn al-As, que data de 641, ordena a los jefes de la comunidad rabínica no interferir en el modo de vida de los "Qara’im" (en castellano "caraítas"), ni con la forma en que celebran sus fiestas. Según iba transcurriendo el tiempo, los diferentes movimientos antitalmúdicos de la Edad Media se fueron adhiriendo al caraísmo. 
Abraham Geiger postula una conexión entre los caraítas como un remanente de los saduceos. Abraham Harkavy afirma que un remanente de los antiguos saduceos todavía existía en los siglos VIII y IX y que el sefer Sadok había sido transmitido a través de los siglos para finalmente llegar a descansar en las manos de los sucesores lineales de los saduceos, los caraítas. Sin embargo, Bernard Revel, en su disertación sobre "Halajá Caraíta", rechaza la existencia de continuidad entre saduceos y caraítas.
En el siglo VIII Anan ben David (715-795), un líder judío de Mesopotamia, escribió un Libro de los Mandamientos, en el cual concentraba sus ideas y enseñanzas (diferentes de la que actualmente se considera la doctrina caraíta). Negaba la obediencia de las tradiciones rabínicas y declaraba el poder de cualquier judío para explicar y practicar los mandamientos bíblicos a su propio modo de ver, cada uno según sus capacidades. Organizó diversos elementos antitalmúdicos y presionó al Califato para que creara una segunda organización autónoma de judíos en el exilio o Exilarcado, para aquellos que rechazaban por completo el Talmud, y por ende a los rabanitas que lo imponían. Los musulmanes concedieron a Anán y sus partidarios la libertad religiosa para practicar el judaísmo a su modo. Reunió Anan en derredor suyo a un amplio grupo de seguidores, quienes fueron conocidos como ananitas. Anan levantó una sinagoga en Jerusalén, que se mantuvo hasta la época de las Cruzadas.
Poco tiempo después de la muerte de Anan, sus seguidores se fusionaron con otros grupos antitalmúdicos y tomaron el nombre de "Seguidores de la Biblia", o en hebreo Benei Mikrá. El desarrollo de los caraítas se hizo entonces patente, alcanzó popularidad e influencia, extendiéndose fuera de la comunidad judía de Babilonia por el Oriente Medio. En el siglo X el principal dirigente del judaísmo rabínico en el Oriente Medio, Sa'adiah Gaón, los excomulgó.
Los caraítas se expandieron por Israel, Siria y Egipto. Algunos llegaron también a Al-Ándalus, parte meridional de la península ibérica de predominio musulmán durante la Edad Media. Desde el siglo IX floreció la comunidad caraíta de Jerusalén, fortalecida por migrantes procedentes de Persia. Los siglos IX y X experimentan la época dorada del caraísmo, período de rápido crecimiento. Los cruzados los expulsaron y quemaron allí sus sinagogas en 1099, pero fueron restauradas cuando la ciudad fue retomada por los musulmanes. Muchos caraítas se radicaron en el imperio jázaro, desde que a finales del siglo VIII el rey se convirtió al judaísmo. El número de judíos aumentó allí especialmente desde 944, cuando el emperador de Bizancio pretendió obligar a los judíos a convertirse al cristianismo. Tras la decadencia y desaparición de "Jazaria" en el siglo XI, el mayor número de caraítas se radicó en Crimea, de donde pasaron a Lituania y Polonia.
En Egipto, Maimónides, destacado talmudista del siglo XII, debido a su eficiente erudición y actitud tolerante con los caraítas se ganó la admiración de estos, cosa que hizo que se debilitase la posición de los líderes caraítas. Con el tiempo perderían fuerza modificando criterios y principios, en esencia perdieron el objetivo principal y se adaptaron en parte al judaísmo rabínico.
Debido en gran parte a los esfuerzos de Mordechai Avraham Alfandari (1929-1999) y otros colaboradores caraítas, el judaísmo caraíta recibió un gran estímulo y como resultado de su labor, ocho años después de su muerte, en 2007, los primeros 14 nuevos estudiantes del caraísmo fueron recibidos en la comunidad caraíta en una ceremonia de conversión efectuada en la ciudad de Daly City, California (EE. UU.). Dicho evento puso fin a la era de aislamiento caraíta de 500 años. En la actualidad, cada dos años aproximadamente se celebran nuevas conversiones en la misma ciudad, dándole nueva vida e impulso al movimiento.
Actualmente el judaísmo caraíta se compone de varias organizaciones, como Judíos Caraítas de América (las siglas en inglés son KJA), Movimiento Caraíta Mundial (siglas en inglés, WKM), entre otras más. Además de que cuenta con la Universidad Judía Caraíta (KJU), la única organización encargada del aprendizaje de los futuros conversos luego de que estos terminen los estudios.

### En Israel
A principios de la década de 1950, el Gran Rabinato se había opuesto a la inmigración de judíos caraítas a Israel, pero no la pudo obstruir. Sin embargo, en 2007, Rabí David Ḥayim Chelouche, el rabino en jefe de Netayana fue citado en el periódico The Jerusalem Post así: "Un caraíta es un judío. Los aceptamos como judíos y a los que deseen volver (al judaísmo mayoritario) los aceptamos. Hubo una duda de que si los caraítas tendrían que pasar por una circuncisión virtual para pasarse al judaísmo rabínico, pero el rabinato está de acuerdo en que hoy día eso no es necesario". Aproximadamente 25.000 caraítas viven en Israel.

## Algunos rasgos diferenciales entre caraítas y rabinos
Los caraítas consideran sagradas las 'Escrituras Hebreas', pero no las 'Tradiciones orales', a diferencia de los rabinos. Los caraítas dan lectura e interpretación personal a las Escrituras a diferencia de los rabinos.
Algunos ejemplos
Éxodo 23:19 dice: 
"No cocerás un cabrito en la leche de su madre". 
Los caraítas entienden estas palabras al pie de la letra. Sin embargo, los rabinos para este versículo entienden que hablaba de la prohibición de comer carne y leche juntas. En Deuteronomio 6: 8, 9 los caraítas les dan a estos versículos el significado figurado y simbólico, pero los rabinos afirman que los varones judíos deben ponerse las Filacterias cuando oran y que tienen que colocar la Mezuzá en la jamba de su puerta.

## Doctrina

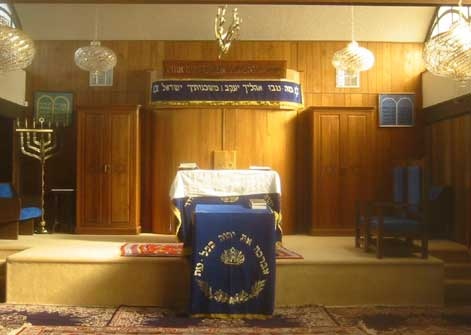
Sinagoga Caraíta Bnei Yisrael.

Los caraítas se guían por una interpretación sencilla (Peshát) de la Biblia Hebrea y de la Ley Mosaica, rechazando innovaciones posteriores tales como la Ley Oral Rabínica. Rechazan la forma de judaísmo más practicada hoy día, que en sus tres corrientes mayores se guía por el Talmud. Creen que "los talmudistas" adulteran el verdadero mensaje de las Escrituras Hebreas agregando las enseñanzas de los Rabinos que se encuentran en el Talmud, ya que los talmudistas dan por sentado una de estas tres cosas o todas:  
1. El talmud es la única interpretación de la Mikra (Biblia Hebrea). 
2. El contenido del talmud es de origen divino y por lo tanto su contenido es totalmente cierto  
3. Que fue revelado oralmente a Moshe en el desierto y que fue pasado de generación a generación.  
En contraposición, tras este escenario, los caraítas se fundamentan en el mandato de Deuteronomio 4:2 No añadiréis a la palabra que yo os mando ni disminuiréis de ella, para que guardéis los mandamientos de YHWH, vuestro Dios, que yo os ordeno. 
Consideran la era actual de la historia humana como el periodo del Gran Exilio. Interpretan que las Escrituras Hebreas describen esta era y predicen que en ella la nación de Israel abandonará el verdadero camino del Creador por la religión de fabricación humana. Dicen que los profetas enseñan que esta era acabará con el retorno de Israel al Creador bajo el liderazgo del ungido Rey de la Casa de David y con adopción de la religión de las Escrituras Hebreas por toda la raza humana. 
El caraísmo no es una fe monolítica en la que cada creyente está de acuerdo en todos los detalles, pues el peso de la interpretación recae en el individuo y no en una autoridad central. Los caraítas mantienen que cada ser humano tiene la obligación de estudiar las Escrituras Hebreas y determinar por sí mismo el significado correcto de los mandamientos de Dios basándose en su propio razonamiento y entendimiento. A cada persona le exigen tomar responsabilidad personal en la interpretación de la Biblia hebrea pues es cada individuo quien va a ser llamado a dar cuenta de sus propias acciones en el Día de Juicio. Enseñan a investigar con cuidado las Escrituras sin confiar en la opinión de nadie y piensan que "aquel que se apoya en cualquiera de los maestros del Exilio sin investigación personal, es como si hubiera cometido idolatría".

### Persecuciones en España
- Spanish-Jewish Chronology
- WJC Report July/August 1994

- Datos: Q208398
- Multimedia: Karaism / Q208398